# Antonio Aranda (futbolista)
Antonio José Aranda Subiela (Huétor Vega, España, 7 de octubre de 2000), más conocido como Antonio Aranda, es un futbolista español que juega de centrocampista en el Hércules C.F. de la Primera Federación.

## Trayectoria
Natural de Huétor Vega, Granada, es hermano del también futbolista Óscar Aranda, es un centrocampista formado en las categorías inferiores del Granada CF, donde acabó su etapa juvenil en la temporada 2018-19.
En la temporada 2019-20, forma parte de la plantilla del Club Recreativo Granada de la Segunda División B de España, en el que juega durante dos temporadas. En su segunda temporada disputa 24 partidos, 20 de ellos como titular y anota cinco goles.
El 17 de julio de 2021, firma por el FC Barcelona B de la Primera RFEF por dos temporadas.
El 25 de mayo de 2022, hace su debut con el primer equipo del FC Barcelona en una gira por Australia.

## Estadísticas

### Clubes
Actualizado al último partido disputado el 27 de mayo de 2023.
| Club                             | Div.          | Temporada     | Liga  | Liga  | Liga   | Copas nacionales | Copas nacionales | Copas nacionales | Copas internacionales | Copas internacionales | Copas internacionales | Total | Total | Total  |
| Club                             | Div.          | Temporada     | Part. | Goles | Asist. | Part.            | Goles            | Asist.           | Part.                 | Goles                 | Asist.                | Part. | Goles | Asist. |
| -------------------------------- | ------------- | ------------- | ----- | ----- | ------ | ---------------- | ---------------- | ---------------- | --------------------- | --------------------- | --------------------- | ----- | ----- | ------ |
| Club Recreativo Granada · España | 2.ª B         | 2019-20       | 17    | 1     | 0      | ―                | ―                | ―                | ―                     | ―                     | ―                     | 17    | 1     | 0      |
| Club Recreativo Granada · España | 2.ª B         | 2020-21       | 24    | 5     | 0      | ―                | ―                | ―                | ―                     | ―                     | ―                     | 24    | 5     | 0      |
| Club Recreativo Granada · España | Total club    | Total club    | 41    | 6     | 0      | 0                | 0                | 0                | 0                     | 0                     | 0                     | 41    | 6     | 0      |
| Granada C. F. · España           | 2.ª           | 2019-20       | 0     | 0     | 0      | 1                | 0                | 0                | ―                     | ―                     | ―                     | 1     | 0     | 0      |
| Granada C. F. · España           | 2.ª           | 2020-21       | 0     | 0     | 0      | 1                | 0                | 1                | ―                     | ―                     | ―                     | 1     | 0     | 1      |
| Granada C. F. · España           | Total club    | Total club    | 0     | 0     | 0      | 2                | 0                | 1                | 0                     | 0                     | 0                     | 2     | 0     | 1      |
| F. C. Barcelona Atlètic · España | 1.ª F         | 2021-22       | 28    | 4     | 5      | ―                | ―                | ―                | ―                     | ―                     | ―                     | 28    | 4     | 5      |
| F. C. Barcelona Atlètic · España | 1.ª F         | 2022-23       | 17    | 3     | 1      | ―                | ―                | ―                | ―                     | ―                     | ―                     | 17    | 3     | 1      |
| F. C. Barcelona Atlètic · España | Total club    | Total club    | 45    | 7     | 6      | 0                | 0                | 0                | 0                     | 0                     | 0                     | 45    | 7     | 6      |
| Total carrera                    | Total carrera | Total carrera | 86    | 13    | 6      | 2                | 0                | 1                | 0                     | 0                     | 0                     | 88    | 13    | 7      |